# Geranomyia immobilis
Geranomyia immobilis is een tweevleugelige uit de familie steltmuggen (Limoniidae). De soort komt voor in het Oriëntaals gebied.